# Plagithmysus raillardiae
Plagithmysus raillardiae är en skalbaggsart som först beskrevs av Perkins 1931.  Plagithmysus raillardiae ingår i släktet Plagithmysus och familjen långhorningar. Inga underarter finns listade i Catalogue of Life.